# Wixhou
Wixhou est un hameau de la commune belge de Visé située en Région wallonne dans la province de Liège.
Avant la fusion des communes de 1977, Wixhou faisait partie de la commune d'Argenteau.
Le hameau compte une trentaine d'habitations.

## Situation
Wixhou se situe au sommet du versant nord-est de la vallée de la Julienne à une altitude avoisinant les 130 m.

## Patrimoine
Située à l'orée du bois du domaine de la Julienne, l'ermitage et la chapelle Notre-Dame au Bois d'Argenteau sont à l'origine un modeste oratoire édifié en 1683 à la demande du comte Louis-Antoine de Claris, comte de Clairmont et d'Argenteau. Les transformations pour aboutir à la construction actuelle ont débuté en 1849 à l'initiative du comte François de Mercy-Argenteau. Un pèlerinage a lieu chaque 8 septembre pour la fête de Notre-Dame de Wixhou.